# Créole (bijou)
 (mars 2021).
Pour les articles homonymes, voir Créole (homonymie).
Les créoles sont des boucles d’oreilles de formes circulaires traversant le lobe de l'oreille.

## Historique
Les plus anciennes boucles d’oreilles de type créoles ont été trouvées dans des tombes sumériennes datant de 2600 avant J.C. Elles étaient portées en Nubie, dans l’Égypte ancienne, et dans la Grèce Antique
.
Elles ont été l’unique bijoux autorisé pour les esclaves noirs pendant la Traite négrière, devenant ainsi un symbole identitaire important
.
Sous Louis XVI, la mode dite « des îles » a fait diffuser ces boucles d'oreilles dans l'aristocratie.

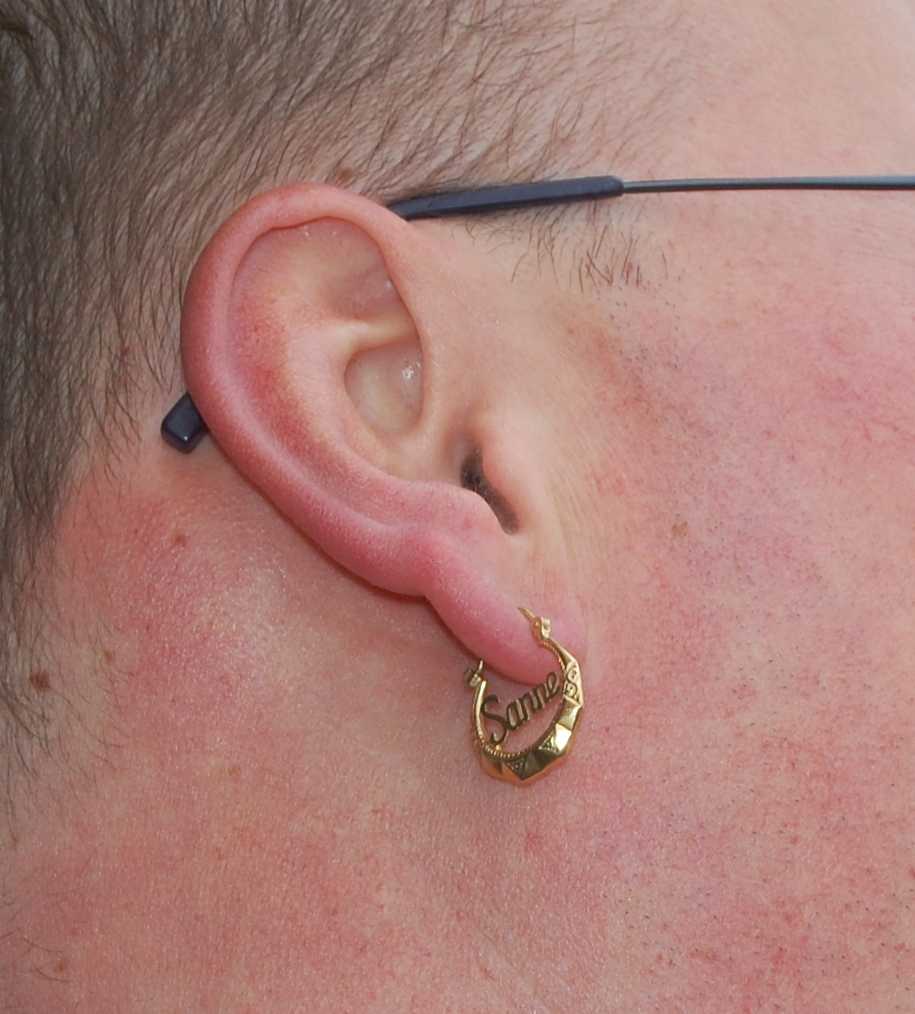
Homme portant des créoles.
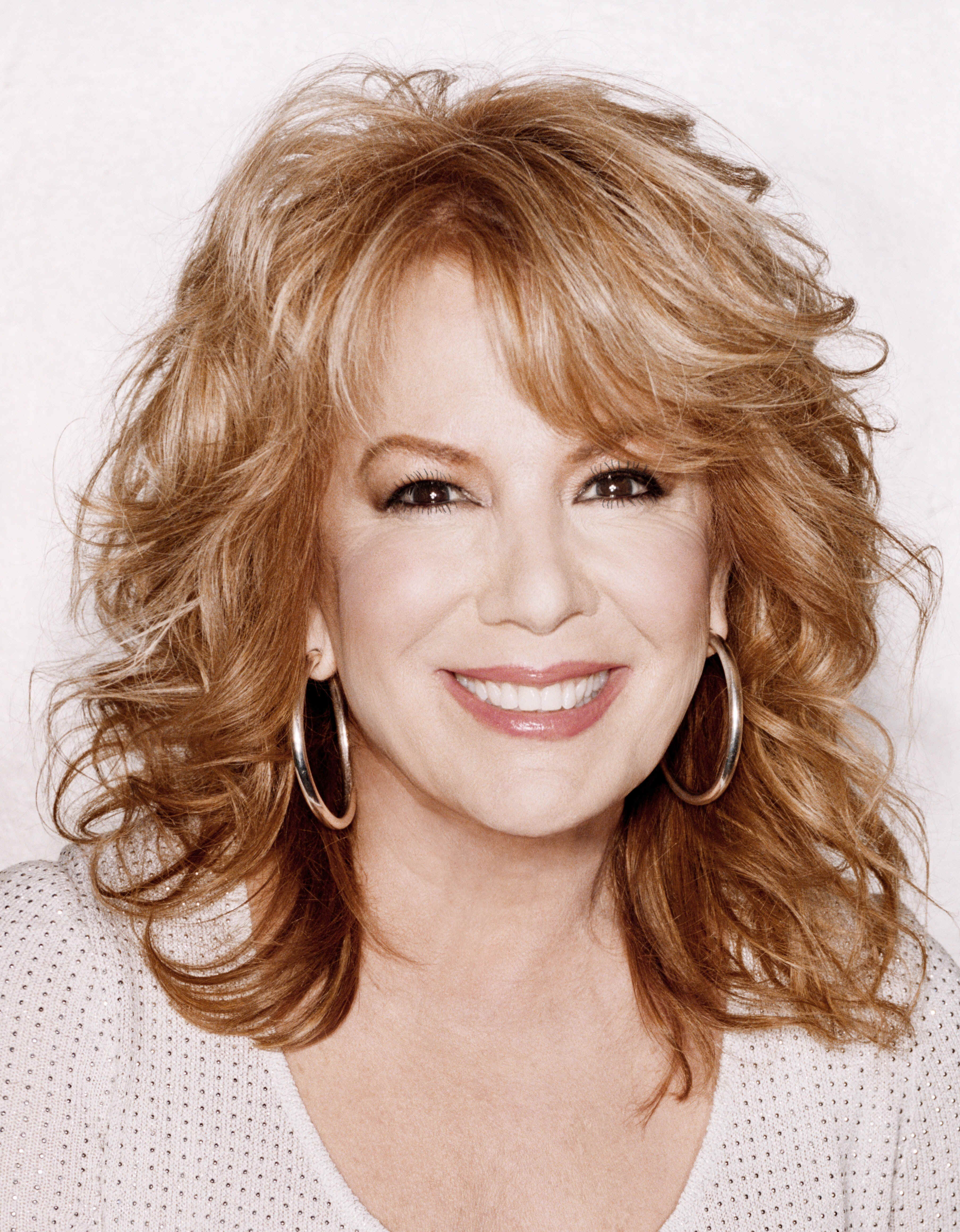
Femme portant des créoles.
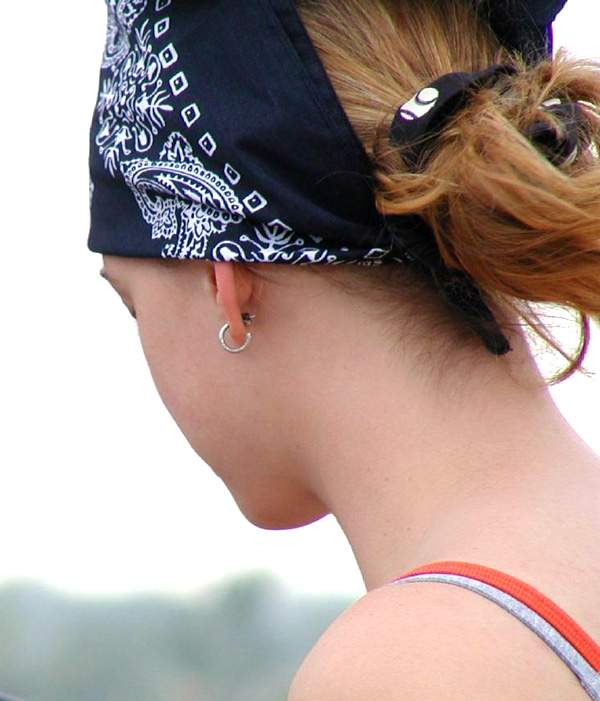
Jeune fille portant des créoles semi-circulaires avec fermoirs en poussette belge.
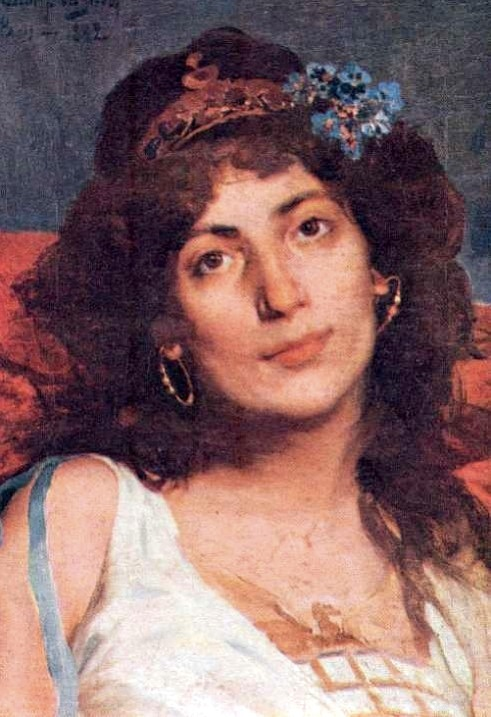
Portrait d’une femme portant des créoles.